# گئورگ آجمیان
گئورگ وارطانی آجمیان (ارمنی: Գէորգ Վարդանի Աճեմեան; زاده ۲۳ مهٔ ۱۹۳۲ – درگذشته ۲۷ دسامبر ۱۹۹۸) ناشر، نویسنده، نظریه‌پرداز، روزنامه‌نگار و کنشگر اجتماعی اهل ارمنستان-سوریه بود. وی یکی از اعضای ارتش سری ارامنه برای آزادی ارمنستان بوده‌است.

## زندگی‌نامه
وی در ۲۳ مهٔ ۱۹۳۲ در منبج به دنیا آمد و از دانشگاه آمریکایی بیروت فارغ‌التحصیل شد.  در سال ۱۹۷۹ آجمیان در کمیته برگزارکننده کنگره ملی ارمنستان شرکت کرد. وی در ۲۷ دسامبر ۱۹۹۸ در سن ۶۶ سالگی در لیون درگذشت.

## برگزیده تالیفات

### به انگلیسی
- Symphony in Discord, novel, Philadelphia, 1961, 128 p. ,
- The Fallacy of Modern Politics, politological research, Virginia, 1986, 199 p. ,
- A Time for Terror, novel, Dallas, 1997, 196 p.
- "Ruling over the Ruins", novel, United States, 1999, 262 p.

### به ارمنی
- Impossible Story, Beirut, 1956,
- Unsafe Streets, Yerevan, 1968, 375 p. ,
- The Only Decision, Beirut, 1972, 199 p. ,
- A Speech for the Road, 1999, 349 p.
- The Complete Works in Armenian, Vol I-V, Yerevan, 2012-2018[۱]